# Zürcher Arbeitsgruppe für Städtebau
Die Zürcher Arbeitsgruppe für Städtebau (ZAS) war ein Verein junger Architekten, der 1959 in Zürich gegründet wurde und bis 1989 existierte. Die Gruppe versuchte sich mit Projektvorschlägen und politischen Vorstössen an der Entwicklung der Stadt Zürich zu beteiligen.  Wichtige Mitglieder waren Eduard Neuenschwander, Beate Schnitter, Benedikt Huber, Jakob Maurer, Walter Moser, Manuel Pauli, Rolf Keller, Fritz Schwarz, Jakob Schilling und Peter Steiger.

## Geschichte
Nach dem Zweiten Weltkrieg kritisierten immer mehr junge Architekten den wissenschafts- und technologiegläubigen Modernismus. Im globalen Kontext wurden die CIAM aufgelöst und verschiedene neue Gruppierungen gegründet, allen voran das Team X. Die strikt funktionale Organisation der Stadt und die rücksichtslosen Methoden, dies zu erreichen, wurden dabei hauptsächlich kritisiert. Das Interesse des Architektur- und Städtebaudiskurses verlagerte sich hin zu sozialen Faktoren und zu einem humanistisch und demokratischen Verständnis der Stadt. In diesem Hintergrund ist auch die Zürcher Arbeitsgruppe für Städtebau zu verstehen. Gegründet wurde der Verein im Jahre 1959 von einer Gruppe von Architekten, die an der ETH Zürich ausgebildet worden waren und zu der Zeit ihre ersten Gebäude fertiggestellt hatten. Sie waren an der Stadt als demokratische Organisation interessiert und versuchten eine Synthese ihrer Forschung in einem humanistischen Städtebau zu finden. Der Verein zog schnell neue Mitglieder an, neben Architekten auch Städtebauer, Bauingenieure, ein Jurist und ein Biologe. Die ZAS war politisch gut vernetzt und einige der Mitglieder waren auch Teil des Hochbauamts Zürich. Als Organisation waren sie stets im Kanton Zürich aktiv und versuchten nicht nur mit politischen Vorstössen, sondern immer auch mit konkreten Gegenvorschlägen ihre Ziele zu erreichen.

## Projekte
Eines der ersten Projekte der ZAS war die Kampagne zur Erhaltung der Zürcher Fleischhalle. In einem Gegenvorschlag zum geplanten Abriss eines der letzten Flussgebäude, die für die Stadt typisch waren, zeigten sie auf, wie man das Gebäude in eine «Limmatgalerie» mit Restaurant, Café und Shops umwandeln könnte. Das ergriffene Referendum war zwar nicht erfolgreich, jedoch trat die ZAS erstmals in die öffentliche Wahrnehmung. Kurz danach schaltete sich die ZAS erneut in die politische Diskussion über die Entwicklung Zürichs ein. Diesmal galt es das Zürcher Expressstrassen-Y, die Verbindung zweier Autobahnabschnitte mit einer Hochstrasse über dem Flussraum der Sihl, zu verhindern. Durch die guten Beziehungen des Vereins zur Stadt Zürich gelang es ihnen, einen Auftrag zur Ausarbeitung eines Alternativvorschlags zu erhalten. Die von der ZAS gebildete interdisziplinäre Arbeitsgruppe konnte einerseits beweisen, das eine alternative Strassenführung über der Sihltalbahn technisch möglich wäre, anderseits präsentierten sie ihre Visionen einer Stadterweiterung entlang des freigespielten Sihlufers. Die Stadt konnte nicht von dem Alternativprojekt überzeugt werden und der Bau der Sihlhochstrasse wurde vorangetrieben. Die ZAS gab jedoch den Kampf nicht auf und konnte schliesslich zusammen mit anderen Akteuren die Fertigstellung des riesigen Infrastrukturprojekts verhindern.
Durch die zahlreichen Aktionen des Vereins erlangte die ZAS in städtebaulichen Fragen eine gewisse Kompetenz und wurde 1962 zur Teilnahme am Wettbewerb für eine Stadterweiterung im Raum zwischen Zürich und Adliswil eingeladen. Beate Schnitter, Benedikt Huber und Hans Litz übernahmen die Leitung des Projekts, da man nicht als Verein an dem Wettbewerb teilnehmen konnte. Das Wettbewerbsprogramm sah Wohnraum für 10’000 Einwohner vor, zudem Infrastruktur und Gemeinschaftsbauten. Der Beitrag «Jolieville» der ZAS wurde 1964 einstimmig mit dem ersten Preis prämiert und zur Ausführung empfohlen. Die verschiedenen Eigentümer der Parzellen erteilten der Plannergruppe der ZAS den Auftrag zur Bearbeitung des umfangreichen Bauvorhabens. Die Realisierung dieses grossmassstäblichen und prägenden Projekts scheiterte in den 1970er Jahren aus verschiedenen Gründen. Der Bedarf an Wohnraum ging nach der ersten Ölkrise stark zurück und einige der Grundeigentümer wollten lieber ein Einkaufszentrum an dem Ort erstellen.
Mitglieder der ZAS schafften es auch mit ihren realisierten Bauten das Stadtbild wesentlich zu prägen. Eduard Neuenschwander erlangte mit seiner ikonischen Kantonsschule Rämibühl internationale Bekanntheit. Manuel Pauli war verantwortlich für die Rathausbrücke an der Limmat und Niklaus Kuhn prägte den Zürcher Wohnungsbau mit seinen bekannten Siedlungen Brahmshof und Limmatwest, die er mit Walter Fischer erstellte.

## Mitglieder
- Rolf Keller
- Eduard Neuenschwander
- Jakob Schilling
- Werner Dubach
- Manuel Pauli
- Ruedi Brennenstuhl
- Beate Schnitter
- Giorgio Crespo
- Wendel Gelpke
- René Haubensak
- Hans Litz
- Jakob Maurer
- Lorenz Moser
- Fritz Peter
- Peter Steiger
- Heinz Ronner
- Fritz Schwarz
- Benedikt Huber
- Alfred Trachsel
- Peter Trautvetter
- Niklaus Kuhn
- Erwin Zurmühle
- Hans Barbe
- Peter Kelterborn
- Bruno Wick
- Walter Moser
- Hanspeter Rebsamen
- Walter Steinebrunner
- Heinz Hönger
- Heinz Hess
- Rudolf Schilling
- Norbert Ruoss
- Marcel Thoenen
- Martin Küper
- Peter Lanz
- Beat Maeschi

(Quelle:)